# 川勝広業
川勝 広業（かわかつ ひろなり）は、江戸時代中期から後期の旗本。秀氏流川勝家（本家）の10代当主。

## 生涯
寛政3年（1791年）、川勝広致の嫡男として江戸に生まれた。寛政8年（1796年）7月3日、父広致の死去により6歳で家督（丹波内2,570石余）を継いだ。
文政12年（1829年）1月11日、書院番から使番に進み、後に布衣を着る事を許された。天保6年（1835年）7月2日、命を受け駿府目付代を務めた。嘉永2年（1849年）3月9日より駿府定番となった。
嘉永2年（1849年）6月20日、59歳で没した。家督は嫡男の川勝左京が継いだ。左京は江戸開城の際に若年寄を務めていた12代当主川勝広運の養父であり、文久3年（1863年）1月27日、使番となった。